# Anna Echterhölter
Anna Maria Echterhölter (* 12. Dezember 1973 in Göttingen) ist eine deutsche Wissenschaftshistorikerin.

## Leben
Nach der Schulzeit in Göttingen studierte sie neuere deutsche Literatur und Kulturwissenschaft in Berlin (FU und HU) und am Goldsmiths College, University of London. Mit einer Förderung durch die Gerda Henkel Stiftung und durch ein Predoc-Stipendium des Max-Planck-Instituts für Wissenschaftsgeschichte wurde sie 2009 an der Humboldt-Universität promoviert. Die Arbeit untersuchte historische Nachrufe auf Naturwissenschaftler im Sinne einer genealogischen Kritik auf die Verwendung epistemischer Werte hin und wurde in die Reihe »Wissenschaftsgeschichte« im Wallstein Verlag aufgenommen. Als Postdoc am Institut für Kulturwissenschaften gründete sie das Redaktionskollektiv ilinx mit und war am Exzellenzcluster TOPOI in Arbeitsgruppen zur Kulturtheorie und zur Oikonomia-Literatur involviert. Sie vertrat eine Juniorprofessur »Geschichte der Humanwissenschaften« an der Humboldt-Universität (2014), hatte ein Postdoc-Stipendium des Max-Planck-Instituts für Wissenschaftsgeschichte Berlin inne (2015) und wurde Fellow in the History of Knowledge am Deutschen Historischen Institut Washington D.C. (2016). Im Februar 2017 erfolgte die Verteidigung der Habilitationsschrift zu »Infrastrukturen der Asymmetrie. Zum ökonomischen Handwerk des Messens« an der Humboldt-Universität Berlin. Sie hatte Vertretungsprofessuren für Kulturgeschichte an der Humboldt-Universität und für Technikgeschichte an der TU Berlin inne. Seit März 2018 lehrt sie als Professorin für Geschichte der Neuzeit: Wissenschaftsgeschichte an der Universität Wien. Sie ist Sprecherin des Forschungsschwerpunktes Wissenschaftsgeschichte an der Historisch-Kulturwissenschaftlichen Fakultät ebendort und Mitglied im Vienna Anthropocene Network.
Ihre Forschungsschwerpunkte sind Wissenschaftsgeschichte insbesondere des 18. und 19. Jahrhunderts sowie historische und politische Epistemologie. Im Bereich der Geschichte der Quantifizierung liegt der Akzent auf den ökonomischen Aspekten der Vermessungs- und Standardisierungsgeschichte. Hierzu wird insbesondere die Geschichte der historischen Metrologie und Chronologie befragt. Mit einem Schwerpunkt auf Ozeanien untersucht sie Metrisierungs- und Monetarisierungsprozesse im deutschen Kolonialismus, wobei das indigene Recht und die Kolonialstatistik als entscheidende Informationsquellen untersucht werden.

## Schriften (Auswahl)
- als Herausgeberin mit Sebastian Gießmann: Wirbel, Ströme, Turbulenzen. Hamburg 2010, ISBN 978-3-86572-588-2.
- Schattengefechte. Genealogische Praktiken in Nachrufen auf Naturwissenschaftler 1710–1860. Göttingen 2012, ISBN 978-3-8353-1071-1.
- als Herausgeberin mit Iris Därmann: Konfigurationen. Gebrauchsweisen des Raums. Berlin 2013, ISBN 978-3-03734-156-8.
- als Herausgeberin mit Dietmar Kammerer und Rebekka Ladewig: Ökonomische Praktiken. Hamburg 2013, ISBN 978-3-86572-592-9.
- gemeinsam mit Hendrik Blumentrath, Frederike Felcht und Karin Harrasser: Jenseits des Geldes. Aporien der Rationierung. Leipzig: Spector Books, 2019, ilinx.kollaboration 2, ISBN 978-3-95905-210-8

## Belege
1. ↑  Habilitationsschrift
2. ↑  ilinx 5 jetzt bei Spector Books Leipzig in Produktion! (Memento vom 19. Juli 2020 im Internet Archive) abgerufen am 6. September 2020
3. ↑  Ökonomie/Oikonomia | Research Group B-3, auf topoi.org, abgerufen am 6. September 2020
4. ↑  Books, auf fsp-wissenschaftsgeschichte.univie.ac.at, abgerufen am 6. September 2020
5. ↑  Univ.-Prof. Dr. Anna Echterhölter, auf anthropocene.univie.ac.at, abgerufen am 6. September 2020

| Personendaten    | Personendaten            |
| ---------------- | ------------------------ |
| NAME             | Echterhölter, Anna       |
| ALTERNATIVNAMEN  | Echterhölter, Anna Maria |
| KURZBESCHREIBUNG | deutsche Historikerin    |
| GEBURTSDATUM     | 12. Dezember 1973        |
| GEBURTSORT       | Göttingen                |